# マゴ3世
マゴ3世（？ - 紀元前344年）は、紀元前375年から紀元前344年にかけてのカルタゴの指導者であり、カルタゴ「王」とされる。

## 経歴
紀元前375年および紀元前344年のカルタゴとシュラクサイの戦争におけるカルタゴ軍の司令官はどちらもマゴであり、それを明確に裏付ける資料はないものの同一人物と推定されている。紀元前375年の戦争を戦ったマゴの父はマゴ2世であり、マゴ家の一員である。しかしこの頃になるとマゴ家は対抗勢力であるハンノ家に押され始めていた。

## ディオニュシオスとの戦い
紀元前375年頃（紀元前378年との説もある）、マゴ3世の父親のマゴ2世はカバラの戦いでシュラクサイの僭主ディオニュシオス1世に大敗し、戦死10,000捕虜5,000の損害を受け、マゴ2世も戦死した。彼の死後、カルタゴは講和を求めたものの、ディオニュシオスは全シケリアからの撤退を求めさらに賠償金を要求した。カルタゴはこの傲慢な回答に対し、ディオニュシオスを罠にかけることとした。この条件を受諾すると見せかけ、支配下の都市の引渡し方法に関して議論を行うためとして、ディオニュシオスに対して数日間の停戦を求めた。ディオニュシオスがこれに同意すると、カルタゴはマゴ2世の葬儀を行い、マゴ3世を司令官に選んだ。この休戦期間はカルタゴ軍が準備を整えるのに十分であり、休戦が開けた後にカルタゴ本国からの援軍も得て、クロニウム山の戦いに大勝した。シュラクサイ軍の一翼を指揮していたレプティネスも戦死した。ギリシア軍の戦死は14,000以上であり、カルタゴ軍はパノルムスに凱旋した。ディオニュシオスは1,000タレントの賠償金を支払い、アリコ川（現在のプランターニ川）までがカルタゴの領土とされた。また、セリヌス、ヘラクレア・ミノア、アクラガス、ヒメラ、テルマエはカルタゴが支配することとなった。
紀元前368年、ディオニュシオスは歩兵30,000と騎兵3,000の兵力で、再びシケリアのカルタゴ領を攻撃した。カルタゴでは疫病が広がり、リビュア人の反乱もあり、国力が低下していた。ディオニュシオスはセリヌスとエンテラに勝利して郊外を略奪し、エリュクスを占領してリルバイオンを包囲した（リルバイオン包囲戦）。その後三段櫂船130隻をエリュクスの港に残して、シュラクサイに撤退した。しかし、カルタゴは200隻の船でエリュクスのシュラクサイ艦隊を奇襲し、多くを焼却・拿捕した。その後、冬が到来すると、両国は休戦に同意して撤退した。ディオドロスはカルタゴ艦隊の指揮官の名前をあげていないが、大ハンノとする見方もある。

## ティモレオンとの戦い
紀元前367年にディオニュシオス1世は死亡し、息子のディオニュシオス2世が後を継いでいたが、シュラクサイ市民は彼に反感を持っていた。レオンティノイ（現在のレンティーニ）の僭主ヒケタスはカルタゴと同盟し、ヒケタスをシュラクサイの僭主の座につけ、シケリアを支配しようとした。ヒケタスの支援のためにカルタゴはハンノを送った。レオンティノイ・カルタゴ連合軍は、ディオニュシオスが立て篭もるオルティジャ島を除き、シュラクサイを占領した。しかしハンノはコリントスのティモレオンがシュラクサイ市民の救援のために到着するのを阻止できなかった。カルタゴはハンノに代えて、マゴを司令官とした。他方、ディオニュシオスはティモレオンに降伏し、オリティジャ島を明け渡した。ヒケタスはカルタゴの支援を依頼し、マゴは150隻の三段櫂船と50,000 - 60,000の兵と共にシュラクサイに到着した。
コリントス軍はオルティジャ島を固守し、定期的にカルタゴ軍を攻撃してきた。ティモレンはその補給をカタナ（現在のカターニア）からの海上輸送に頼っていたため、マゴとヒケタスはカタナを攻撃することを決定した。オルティージャ島のコリントス軍指揮官であるネオンは、この隙にシュラクサイを包囲する連合軍を撃破し、占領されていたアカルディナ地区を奪回した。マゴとヒケタスはカタナ近くまで迫っていたが、この知らせを聞いて転進した。シケリアのギリシア都市はティモレオンに加担し、また自身が率いる傭兵の裏切りの恐れもあったために、撤退を決意した。カルタゴに戻ったマゴは自決し、彼の臆病さと失敗に憤慨したカルタゴ市民のために、その死体は串刺しにされた。
マゴの自殺のしばらく後の紀元前340年、ハンノがカルタゴの指導者となり、ハンノ家による支配が紀元前308年まで続くことになる。